# Cá lưỡi trâu
Cá lưỡi trâu, tên khoa học Cynoglossus microlepis là một loài cá trong họ Cynoglossidae.. Chúng được Pieter Bleeker mô tả khoa học lần đầu năm 1851.